# شینا
شهر شینا (به سوئدی: Kinna) در ناحیه شهری مرک در کشور سوئد واقع شده‌است. جمعیت این شهر ۱۰۳۱٫۱۹  نفر است.